# ستيف ليو بيليك
ستيف ليو بيليك (بالإنجليزية: Steve Leo Beleck)‏ (و. 1993  م) هو لاعب كرة قدم، من الكاميرون، ولد في ياوندي، مركز لعبه هو مهاجم.

## روابط خارجية
- ستيف ليو بيليك على موقع اتحاد تركيا (لاعب) (الإنجليزية)
- ستيف ليو بيليك على موقع قاعدة بيانات كرة القدم.إي يو (الإنجليزية)
- ستيف ليو بيليك على موقع Soccerbase.com (لاعب) (الإنجليزية)
- ستيف ليو بيليك على موقع Soccerway.com (الإنجليزية)
- ستيف ليو بيليك على موقع عالم كرة القدم.نت (الإنجليزية)
- ستيف ليو بيليك على موقع AS.com (الإسبانية)